# Google Foto's
Google Foto's (of Google Photos in het Engels) is een service voor het delen en opslaan van foto's die is ontwikkeld door Google. De dienst werd aangekondigd in mei 2015 en is een spin-off van Google+, het voormalige sociale netwerk van het bedrijf. Tot 1 juni 2021 bood het ongelimiteerd gratis online opslag aan met beperkte beeldkwaliteit.

## Kunstmatige intelligentie
De service analyseert automatisch foto's en identificeert verschillende visuele kenmerken en onderwerpen. Gebruikers kunnen naar allerlei voorwerpen of onderwerpen in foto's zoeken, waarbij de service resultaten uit drie hoofdcategorieën retourneert: mensen, plaatsen en dingen. De kunstmatige intelligentie van Google Foto's herkent gezichten (niet alleen die van mensen, maar ook gezelschapdieren), en groepeert vergelijkbare gezichten (deze functie is alleen beschikbaar in bepaalde landen vanwege privacywetten); geografische oriëntatiepunten (zoals de Eiffeltoren); en onderwerpen en voorwerpen, waaronder verjaardagen, gebouwen, dieren, eten en meer. Tot slot kan er ook gezocht worden naar tekst in foto's en metadata.
Verschillende vormen van machine learning in de dienst maken het mogelijk om foto-inhoud te herkennen, automatisch albums te genereren, vergelijkbare foto's te animeren tot snelle video's, herinneringen uit het verleden op belangrijke momenten naar boven te halen en de kwaliteit van foto's en video's te verbeteren. In mei 2017 kondigde Google verschillende updates aan voor Google Foto's, waaronder herinneringen aan en suggesties voor het delen van foto's, gedeelde fotobibliotheken tussen gebruikers en fysieke albums. Foto's stelden automatisch collecties voor op basis van gezicht, locatie, reis of ander onderscheid.
Google Foto's kreeg lovende kritieken na de ontkoppeling van Google+ in 2015. Reviewers prezen de bijgewerkte dienst voor zijn herkenningstechnologie, zoeken, apps en laadtijden. Toch werden er zorgen over de privacy geuit. Daarbij werd onder andere gespeculeerd over de motivatie van Google om de service te bouwen, evenals de relatie met overheden en mogelijke wetten die Google verplichten de volledige fotogeschiedenis van een gebruiker te overhandigen. Google Foto's heeft een snelle gebruikersadoptie gezien. Het bereikte 100 miljoen gebruikers na vijf maanden, 200 miljoen na één jaar, 500 miljoen na twee jaar, en passeerde de grens van 1 miljard gebruikers in 2019, vier jaar na de eerste lancering. Google meldt dat sinds 2020 elke week ongeveer 28 miljard foto's en video's naar de service worden geüpload en dat er in totaal meer dan 4 biljoen (4.000.000.000.000) foto's waren opgeslagen. Vanaf 1 juni 2021 werd de mogelijkheid om ongelimiteerd gratis foto's in beperkte kwaliteit te bewaren verwijderd. Nieuwe foto's tellen mee voor de 15 GB gratis opslag die Google-accounts tot hun beschikking hebben. Wanneer dit limiet is bereikt, dient er een abonnement afgesloten te worden voor meer opslag. Een uitzondering hierop betreft gebruikers van de eerste generatie Google Pixel smartphone - opslaggebruik door foto's geüpload vanaf dergelijke telefoons blijft gratis.

## Alternatieven
- Amazon foto's
- Apple foto's
- Flickr
- Picasa-webalbums